# الإيرانيون في الإمارات العربية المتحدة
يعيش في الإمارات أكثر من 500 ألف إيراني وبعضهم حاصل على جنسية الدولة.
وأظهرت بيانات من دائرة الأراضي والأملاك في دبي نشرتها صحيفة «الاقتصادية» السعودية، أن الإيرانيين لا يزالون يمثلون خامس أكبر جنسية من مشتري العقارات في دبي، حيث قام أكثر من ألف مستثمر إيراني بشراء عقارات مختلفة في دبي خلال النصف الأول من 2012.